# Filmfestival van Gent 2012
Het Internationaal filmfestival van Vlaanderen - Gent 2012 was het 39ste internationaal filmfestival dat plaatsvond in het Oost-Vlaamse Gent van 9 tot 20 oktober 2012. Het festival ging door in Kinepolis Gent, Studio Skoop, Sphinx-cinema, het Kunstencentrum Vooruit en de KASK Cinema en omvatte behalve films en kortfilms ook lezingen, concerten en  andere muzikale uitvoeringen.
De openingsfilm van het filmfestival op 9 oktober was de Belgische film The Broken Circle Breakdown van Felix Van Groeningen en het festival werd op 20 oktober afgesloten met Passion van Brian De Palma.
Tijdens het festival vond er ook een expositie plaats over Romy Schneider in het Provinciaal cultuurcentrum Caermersklooster.
Deze 39ste editie kreeg ruim 139.000 mensen over de vloer. Dat was vijf procent meer dan de vorige recordeditie in 2011.

## Competitie

### Jury
De internationale jury bestond uit:
- Joan Dupont (voorzitter), journaliste, filmcriticus ( Verenigde Staten)
- Bavo Defurne, regisseur, scenarist en filmdocent ( België)
- Bavo Dhooge, schrijver ( België)
- Xiaolu Guo, schrijfster, filmmaakster ( China)
- Abel Korzeniowski, componist ( Polen)

### Deelnemers
Volgende films deden mee aan de competitie:
| Film                         | Regisseur                         | Land                                                  | Prijs                                      |
| ---------------------------- | --------------------------------- | ----------------------------------------------------- | ------------------------------------------ |
| Après mai                    | Olivier Assayas                   | Frankrijk                                             | Georges Delerue Prijs voor de Beste Muziek |
| Captive                      | Brillante Mendoza                 | Frankrijk- Filipijnen- Duitsland- Verenigd Koninkrijk |                                            |
| Compliance                   | Craig Zobel                       | Verenigde Staten                                      |                                            |
| For Ellen                    | So Yong Kim                       | Verenigde Staten                                      |                                            |
| Graceland                    | Ron Morales                       | Filipijnen                                            |                                            |
| In Another Country           | Sang-soo Hong                     | Zuid-Korea                                            |                                            |
| Kid                          | Fien Troch                        | België                                                | Speciale vermelding                        |
| Kuma                         | Umut Dag                          | Oostenrijk                                            |                                            |
| Lore                         | Cate Shortland                    | Duitsland- Australië- Verenigd Koninkrijk             |                                            |
| Offline                      | Peter Monsaert                    | België                                                |                                            |
| Room 514                     | Sharon Bar-Ziv                    | Israël                                                |                                            |
| Spanien                      | Anja Salomonowitz                 | Oostenrijk- Bulgarije                                 |                                            |
| Tabu                         | Miguel Gomes                      | Portugal                                              | Grand Prix for Best Film                   |
| Tepenin ardi Beyond the Hill | Emin Alper                        | Turkije                                               |                                            |
| La cinquieme saison          | Jessica Woodworth & Peter Brosens | België                                                |                                            |

## Prijzen
- Grote Prijs voor Beste Film: Tabu van Miguel Gomes ( Portugal)
- Georges Delerue Prijs voor de Beste Muziek en Sound Design: Après Mai van Olivier Assayas ( Frankrijk)
- Speciale vermelding: Kid van Fien Troch ( België /  Nederland /  Duitsland)
- Prijs voor Beste Europese Kortfilm: As ondas van Miguel Fonseca ( Portugal)
- Nationale Loterij Prijs voor Beste Belgische Studentenkortfilm: De naam van de Vader van Timothy Josha Wennekes ( België)
- Port of Ghent Publieksprijs & Canvas Publieksprijs: Jagten van Thomas Vinterberg ( Denemarken)